# Лавстори (фильм)
«Лавстори» — российская романтическая комедия 2022 года, режиссёрский дебют Петра Тодоровского-младшего, снятая по его же сценарию.

## Сюжет
30-летний неудачливый актёр Сева Горелов подрабатывает в такси, ему поручают важный заказ: нужно на лимузине отвезти девушку, которая боится летать и брезглива к попутчикам в поезде, из Москвы в Сочи на свадьбу с богатым и влиятельным женихом. В пассажирке он неожиданно узнаёт свою первую любовь Машу Соколову. Когда-то давно они, судьбой созданные для того, чтобы быть вместе, глупо расстались. Впереди четыре дня и 1600 километров дороги, наполненной провокациями, амбициями, слезами, обидами, юмором, флиртом, страстью и некстати возродившимся большим чувством.

## В ролях
- Александр Петров — Сева Горелов
- Вильма Кутавичюте — Маша Соколова
- Михаил Тройник — Зидан
- Максим Стоянов — Ковер
- Нериюс Манкус — жених Маши
- Андрей Смирнов — режиссёр
- Константин Хрустачев — актёр
- Надя Славецкая — кастинг-директор

## Съёмки
Съёмки картины проходили по маршруту в сюжете — в Москве, на трассе М4, в Ростове-на-Дону и Сочи.

## Задержка выпуска
Работа над фильмом началась ещё в 2016 году, при финансировании Фонда кино, летом 2017 года материалы фильма были показаны на питчинге проектов в рамках XXVIII кинофестиваля «Кинотавр», премьерный показ состоялся на кинофестивале «Окно в Европу», где фильм получил Приз «За дебют», генеральный директор сети кинотеатров «Каро» подтвердила интерес к фильму и даже была выбрана дата начала проката на «День влюблённых» на 14 февраля следующего года, однако в прокат фильм так и не вышел в связи с невозвратом продюсерами средств Фонду кино и начатой в 2018 году процедурой взыскания средств в судебном порядке, по словам режиссёра: «на картине были серьёзные финансовые и юридические проблемы. Половина съёмочной группы до сих пор не получила зарплату. Искренне надеюсь, что по итогам проката он сможет расплатиться с группой», и был представлен для кинопроката только через пять лет — в сентябре 2022 года.

## Прокат
В кинопрокате с 16 октября 2022 года, фильм посмотрели 252 629 зрителей, кассовые сборы составили 61 216 926 рублей ($ 1 098 824).

## Рецензии
- Гульназ Давлетшина — Рецензия на фильм «Лавстори» — лиричное роуд-муви о бывших влюбленных // Фильм.ру, 9 октября 2022
- Денис Ступников — Рецензия на фильм «Лавстори»: Никогда так не влюблялись — и вот опять! // InterMedia, 12.10.2022
- Вероника Скурихина — «Лавстори»: Рецензия Киноафиши // Киноафиша, 13 октября 2022
- Мария Ремига — «Лавстори»: Я тебя люблю, жаль, нельзя сказать короче // Cinemaholics, 12 августа 2017
- Иван Афанасьев — «Лавстори»: мелодрама с Александром Петровым выходит на экраны спустя 5 лет // 7 Дней, 18 октября 2022
- Сергей Сычев — Олл ю нид из «Лавстори»: дебют Петра Тодоровского добрался до проката // Известия, 14 октября 2022